# Libro de los Jubileos
El Libro de los Jubileos, también denominado Leptogénesis  (Génesis pequeño), Libro de las Divisiones de los Tiempos según sus Jubileos y Semanas, Jubileos o Libro de la Distribución de los Días de la Ley, es un texto religioso de origen hebreo escrito en torno al año 100 a. C. Es un texto canónico para los Beta Israel y la Iglesia ortodoxa etíope; considerado texto apócrifo o de los pseudoepígrafos para la iglesia católica, iglesia ortodoxa y las iglesias protestantes. Anteriormente se conocían manuscritos en lengua ge'ez procedentes de la comunidad judía Beta Israel, uno de ellos completo, y fragmentos en siríaco, griego y latín. Entre los Manuscritos del Mar Muerto, descubiertos en 1947 en Qumrán, se han encontrado 14 fragmentos hebreos de varias copias de este libro.
Fue escrito en hebreo, según James Vander Kam por un precursor de los esenios, cuya mentalidad produjo más adelante el cisma esenio. Davenport cree que los autores fueron varios, ya que establece que una parte fue escrita a finales del siglo III o comienzos del siglo II a. C., otra parte hacia el 166 a. C., y su redacción y edición final entre el 140 a. C. y 104 a. C. Rowley propone para al redacción final el 130 a. C., época de la primera ocupación de Qumrán.
El propio título original del libro sugiere su objetivo, defender un calendario antiguo, diferente al que fue adoptado tardíamente por el judaísmo oficial y en particular por los fariseos. Así, contrariando a estos, establece la fecha para Shavuot el primer domingo siete semanas después de la Pascua, la cual dispone en un día fijo de la semana, miércoles judío (noche del martes y día del miércoles occidentales), lo cual también choca con el calendario judío oficial de los siglos I a. C. y I d. C. y actual, en el cual la Pascua cambia de día de la semana cada año.

## Análisis, críticas e influencias
Los esenios de Qumrán, como la oposición galilea y los zelotes de Masada, enfatizaron su disidencia celebrando las fiestas religiosas con el calendario del Libro de Jubileos, que era el antiguo hebreo.
Los analistas se han percatado que Jesús celebró la Última Cena en la Pascua según el calendario del Libro de los Jubileos, un martes por la noche según el punto de vista occidental o el inicio del miércoles según el punto de vista judío y no un jueves como dice la tradición cristiana. Luego los eruditos cristianos estimaron la muerte de Cristo el día miércoles o tal vez un jueves o viernes, para ajustarla al canon judío en cuya noche se comía la cena de la Pascua oficial del calendario "fariseo" (hebreo de origen babilonio), al que se oponía el calendario del Libro de Los Jubileos.
A pesar de lo que declara la historia sobre el conteo de la luna nueva como la primera luna visible de esta, ya estando en su fase de creciente. Se ha averiguado por algunos eruditos, que la cuenta del inicio de mes es misterioso para los que contaban a partir de la visibilidad de la luna, ya que en esos tiempos existía una fórmula para confirmar el día en que se declaraba la luna nueva, esto es que según aquellos cálculos, coincidía con el día en que la luna nueva estaba presente en esa fase, en gran parte del día en que se declaraba el inicio de mes.
Las disputas por el calendario no estaban aisladas de las cuestiones más candentes de la época, sino que simbolizaban el debate sobre el seguimiento a la voluntad de Dios en la vida social y política. Así, el Libro de los Jubileos no se limita a proclamar un calendario, sino que abiertamente ataca a la monarquía y dice (11:2) que la corrupción de los descendientes de Noé se hizo evidente porque propiciaron el dominio de un hombre sobre los otros, establecieron la monarquía e hicieron la guerra de una nación contra otra. Gira en torno al Jubileo, institución socioeconómica que expresa el amor mutuo que Dios quiere entre el pueblo y afirma (23:21) que quienes son movidos por la riqueza y la avaricia no invocan a Dios con verdad.
Es clara la influencia del Libro de los Jubileos en la Comunidad de Qumrán, que explícitamente adoptó su calendario y lo citó en varios de los más importantes Manuscritos del Mar Muerto, entre los cuales se destaca el Documento de Damasco. También el Libro de Enoc sigue el mismo calendario. Posteriormente los caraítas de la Edad Media consideraron inspirado este libro y siguieron su calendario.